# Atopospora
Atopospora — рід грибів родини Venturiaceae. Назва вперше опублікована 1925 року.

## Класифікація
До роду Atopospora відносять 4 види:
- Atopospora araucariae
- Atopospora betulina
- Atopospora macrospora
- Atopospora taxi